# Herkules A
Herkules A (3C 348) – galaktyka aktywna w gwiazdozbiorze Herkulesa.
W świetle widzialnym wygląda jak zwykła galaktyka eliptyczna, ale w widmie radiowym widać dżety plazmy o długości ponad 1 miliona lat świetlnych. Szczegółowe analizy wyznaczają jej masę na 1000 razy większą niż masa naszej Galaktyki (ok. 1015 mas Słońca), zaś supermasywna czarna dziura w jej centrum jest ok. 1000 razy masywniejsza (ok. 4 miliardy mas Słońca), niż czarna dziura w centrum Drogi Mlecznej. Prawdopodobnym źródłem dżetów jest materia opadająca na czarną dziurę.